# Franciszek Koczorowski
Franciszek Koczorowski herbu Rogala (ur. 1687, zm. 23 marca 1743) – polski jezuita, pisarz. Pochodził ze szlacheckiego rodu  Koczorowskich, pieczętującego się herbem  Rogala. Był synem Mikołaja Koczorowskiego i Teresy z domu Objezierskiej herbu  Nałęcz z  Objezierza.
Był rektorem kolegium w Lublinie. Wydał drukiem: Wielki patryjarcha Benedykt ś. życiem świątobliwem Jezusa naśladujący (Kalisz, 1728), Katechizm albo nauka chrześcijańska dla wygody tak dzieci małych jako i dorosłych ludzi (Sandomierz, 1734), Kalendarz polityczny na r. 1742 i 1743 (Lublin).